# Dibër
Pour les articles homonymes, voir Préfecture de Dibër et District de Dibër.
Dibër est une municipalité en Albanie dans la Préfecture de Dibër. La municipalité de Dibër est fondée en 2015 par la fusion de 15 communes. La municipalité compte en 2011, 61 618 habitants.
La plaine de Korab en est un zone protégée.

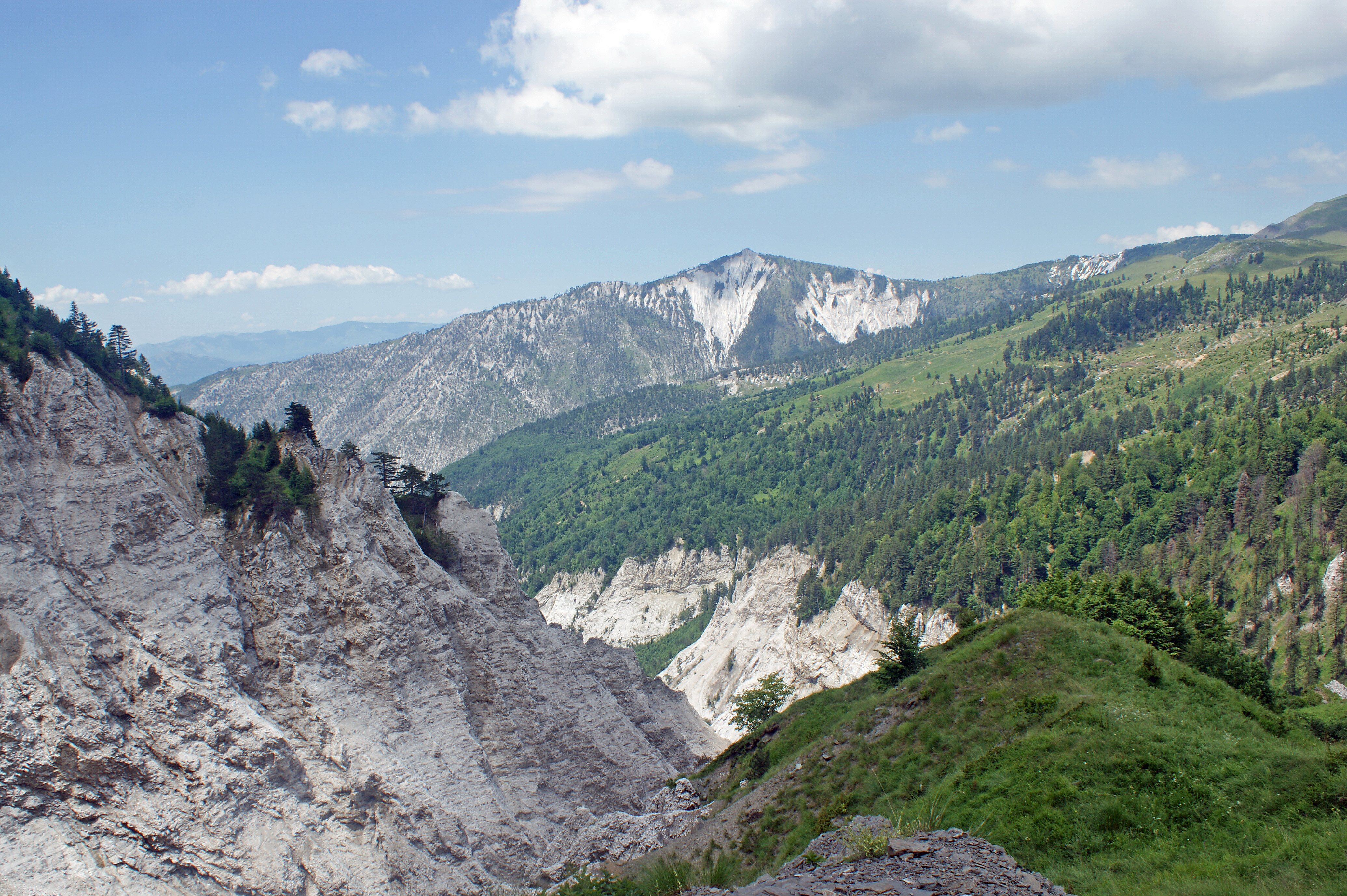
Parc naturel de Korab-Koritnik